# Orion (geslacht)
Orion is een kevergeslacht uit de familie van de boktorren (Cerambycidae). De wetenschappelijke naam van het geslacht werd voor het eerst geldig gepubliceerd in 1844 door Guérin-Méneville.

## Soorten
Orion is monotypisch en omvat slechts de volgende soort:
- Orion maurus (Newman, 1841)